# Ponte San Francesco di Paola
Il Ponte San Francesco di Paola, comunemente noto come Ponte di Calatrava è un ponte strallato situato a Cosenza nel quartiere Gergeri, una delle porte di accesso al centro storico cittadino. È stato progettato dall'architetto  Santiago Calatrava, e inaugurato il 26 gennaio 2018.

## Descrizione

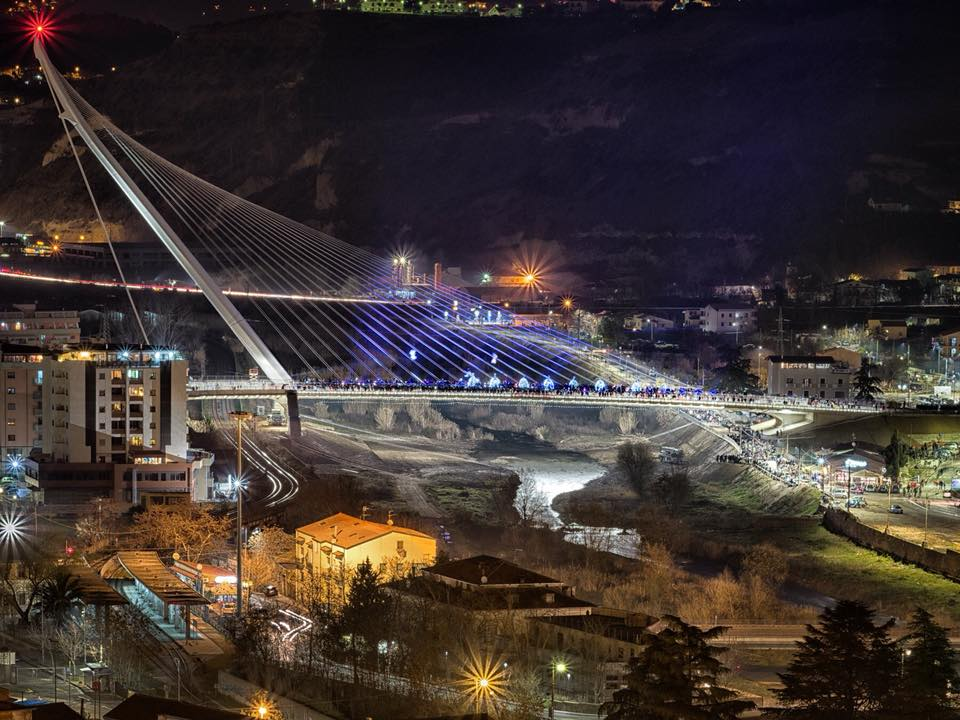
Vista dall'alto del ponte

Il ponte con i suoi 104 metri di altezza rappresenta il secondo ponte strallato più alto d'Europa, dopo quello dell'Alamillo di Siviglia, e il terzo progettato in Italia dall'architetto spagnolo Santiago Calatrava dopo quelli per la TAV in Emilia-Romagna e quello di Venezia. L'opera di acciaio e cemento ha una lunghezza complessiva di 103 metri, 24 metri di larghezza ed è sostenuta da un grande pilone dal peso di 800 tonnellate, un'antenna inclinata di 52 gradi che si eleva oltre i 100 metri dalla quale divergono gli stralli, in modo da conferire al ponte una forma associata dal progettista ad un'arpa gigante. Il nuovo ponte che collega due sponde del fiume Crati e attraversa due binari ferroviari, si inserisce in un progetto di rigenerazione urbana di una zona marginale a sud-est del territorio comunale connettendola al cuore della città, facendo rete con una serie di altre opere che comprendono un progetto per la navigabilità del fiume Crati, il Museo delle Scienze con il Planetario Giovan Battista Amico, la Piazza anfiteatro e la terrazza semicircolare con prospettiva sul ponte progettata dallo stesso architetto Calatrava. La struttura ha quattro corsie veicolari (due per senso di marcia) e la parte centrale della carreggiata adibita esclusivamente all'attraversamento pedonale con vista suggestiva sul panorama del centro storico di Cosenza.

## Storia

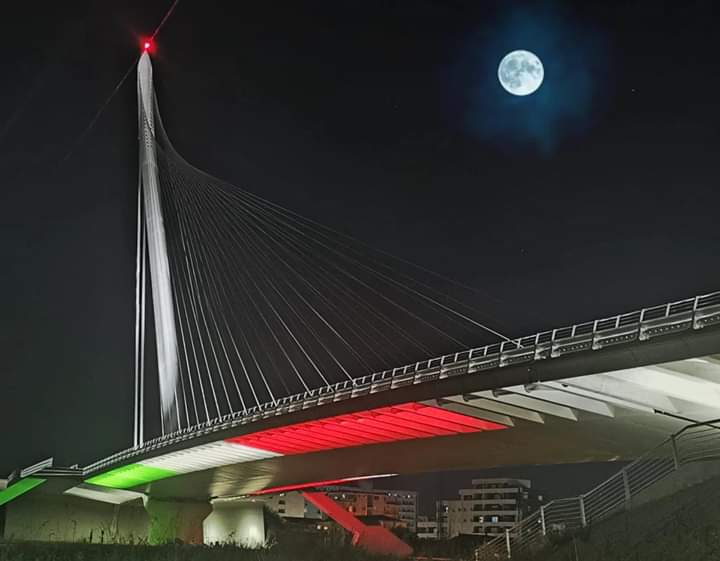
Prospettiva del ponte

Nel 1999, il sindaco di Cosenza Giacomo Mancini programmò la riqualificazione dell’area sud-est della città nel quartiere di Gergeri e con delibera del consiglio comunale inserì l’intervento del ponte sul fiume Crati nel programma Pru (Programma di Recupero Urbano) allo scopo di beneficiare di un finanziamento regionale. Nell'ottica di ripresa sociale ed urbanistica della zona interessata dall'intervento, affidò la progettazione del ponte all’architetto e ingegnere spagnolo Santiago Calatrava attraverso la presentazione a maggio 2000 del plastico del progetto e la firma dell'incarico avvenuto nel Teatro Alfonso Rendano alla presenza di diversi docenti universitari e studenti.

Nel 2005 il sindaco Eva Catizone approva il progetto preliminare per un importo di 15 milioni di euro, dei quali 10 milioni dal PRU (Programma Recupero Urbano) e 5 milioni di euro dai fondi PSU (Programma di Sviluppo Urbano) grazie alla sinergia con la Regione Calabria. L'approvazione del progetto esecutivo e la predisposizione della gara per la realizzazione dell'opera avvengono durante la sindacatura di Salvatore Perugini in carica dal 2006 al 2011. La cantierizzazione dei lavori avviene il 10 ottobre 2008 ad opera della ditta Cimolai Spa di Pordenone vincitrice della gara d'appalto che nella sua sede aziendale avvia la realizzazione di pezzi d'opera.
Le indagini sul terreno per verificare eventuali contaminazioni fanno slittare i lavori sul sito che provoca dei ritardi nella consegna dei lavori. Il merito della realizzazione dell'opera va al sindaco Mario Occhiuto in carica dal 2011 che sblocca il cantiere con alcune varianti in corso d'opera e giunge all'inaugurazione del 26 gennaio 2018 alla presenza dell'architetto Calatrava dopo un iter di lungaggini burocratiche durato ben 18 anni.

Il passo decisivo è stato compiuto il 23 luglio del 2017 quando è stata messa in opera l'antenna o pilone, l’imponente elemento strutturale che fa da sostegno ai cavi di acciaio che sostengono l’impalcato stradale.